# Corkscrew (Silverwood)
Corkscrew im Silverwood Theme Park (Athol, Idaho, USA) ist eine Stahlachterbahn vom Modell Corkscrew des Herstellers Arrow Dynamics, die 1990 eröffnet wurde. Ursprünglich wurde sie 1975 in Knott’s Berry Farm, ebenfalls als Corkscrew, eröffnet.
Als sie in Knott's Berry Farm eröffnet wurde, war sie die erste Stahlachterbahn weltweit, die mit Inversionen ausgestattet wurde. Gleichzeitig war sie die erste Achterbahn, auf der zwei Inversionen verbaut wurden. Zwei baugleiche Anlagen folgten Corkscrew: Chicago Loop in Old Chicago wurde ebenfalls 1975 eröffnet und steht heute als Canobie Corkscrew in Canobie Lake Park. Python in Busch Gardens Africa wurde ein Jahr später eröffnet.